# Méganisi (dème)
Le dème de Méganisi (en grec : Δήμος Μεγανησίου) est un dème situé dans la périphérie de Îles Ioniennes en Grèce. Il couvre notamment les îles de Méganisi, Skorpios et Sparti, et quelques îlots comme Kythros, Petalou et Thilia.